# 심벌즈
심벌즈(cymbals, 독일어: Becken, 프랑스어: cymbales, 이탈리아어: piatti, cinelli)는 현대식 타악기의 한 종류이다. 합금으로 된 두개의 원반을 서로 맞부딪쳐 소리를 낸다. 현대의 오케스트라나 군대, 행진음악, 콘서트 등에서 사용된다.

## 기원
심벌즈의 기원은 유사 이래로 거슬러 올라간다. 고대 이집트의 심벌즈가 현대의 것과 가장 유사하다. 대영 박물관에 지름 13cm의 심벌즈 두 쌍이 있는데, 그 중 하나는 Ankhhape의 미라가 있는 관 속에서 발견되었다. 심벌즈(Cymbals)란 단어는 그리스어로 작은 그릇을 뜻하는 kumbalom에서 유래한 라틴어 cymbalum에서 유래하였다.
금속제 판을 마주 친다는 것은 청동기시대의 개막과 대략 같은 시기에 시작된 것으로 생각된다. 이 점에서는 가장 오랜 역사를 가지는 악기라고 할 수 있다. 종류에는 비교적 큰 것을 좌우에서 맞부딪치는 것과 작은 것을 상하로 가볍게 맞부딪치는 것이 그 당시부터 있었을 것으로 생각된다.

## 구조와 종류
오케스트라나 브라스 밴드에 쓰는 심벌즈는 보통 직경이 35-40cm인 금속제(일반적으로는 놋쇠합금)의 한 쌍의 원반이며, 완만하고 오목하게 굽어 있다. 가운데 부분은 약간 볼록한 접시모양의 돌기(突起)를 이루었고, 한가운데 구멍이 있어 스트랩(strap)이라고 하는 연주자가 잡기 위한 가죽끈이 달려 있다. 크기와 두께에는 규정이 없고 여러 가지이나, 크고 엷을수록 음의 높이는 낮아진다.
재즈에서는 보통 지르잔 심벌즈 및 하이햇 심벌즈의 2종류가 쓰이며, 어느 것이나 드럼셋에 든다. 지르잔 심벌즈는 짝이 없으며 스탠드를 써서 한 장만이 튀어나온 부분을 위로하여 수평으로 고정시키고 목제의 북채 또는 금속제의 와이어 브러시로 때려 연주한다. 보통 오케스트라 같은 데서 쓰는 것보다 대형이다. 하이햇 심벌즈는 보다 소형으로서 2장이 쌍을 이루고, 스탠드에 수평으로 고정된다. 그리고 발로 페달을 밟아 맞부딪치게 하며 또는 북채로 쳐서 연주하기도 한다. 이 밖에 베를리오즈나 구노 이래, 특히 프랑스의 작곡가가 즐겨 쓴 소형이며 음색이 맑은 생발 앙티크(cymbals antiques, 고대의 심벌즈), 재즈에서 쓰는 원반의 둘레에 징글이라 부르는 소형의 심벌즈 또는 방울(鈴)이 달린 시즐 심벌즈, 소형으로서 원반의 둘레가 조금 휘어진 차이니즈 크래시 심벌즈(중국의 심벌즈), 손가락에 끼워서 연주할 수 있도록 작게 만든 핑거 심벌즈 등 그 종류는 매우 많다.
주법의 가장 일반적인 것은 크래시라 불리며 한 사람의 연주자가 좌우 양손에 하나씩 들고 비비듯이 맞부딪친다. 음량은 맞부딪친 순간 직후가 가장 크다. 여운은 매우 길어 자연히 소멸할 때까지 방치할 때와 연주자가 자기 몸에 대어 진동을 정지시키는 경우가 있다. 이 밖에 북채 등으로 스타카토, 트레몰로를 연주하는 방법도 있어 북채의 재질과 형태로 음색은 대단히 넓게 변화한다. 단순한 악기이기는 하나 포르티시모에서 피아니시모까지 자유롭게 연주할 수가 있고 그 효과 또한 크다.

## 같이 보기
- 타악기
- 드럼 세트
- 북
- 핑거 심벌즈